# Justa

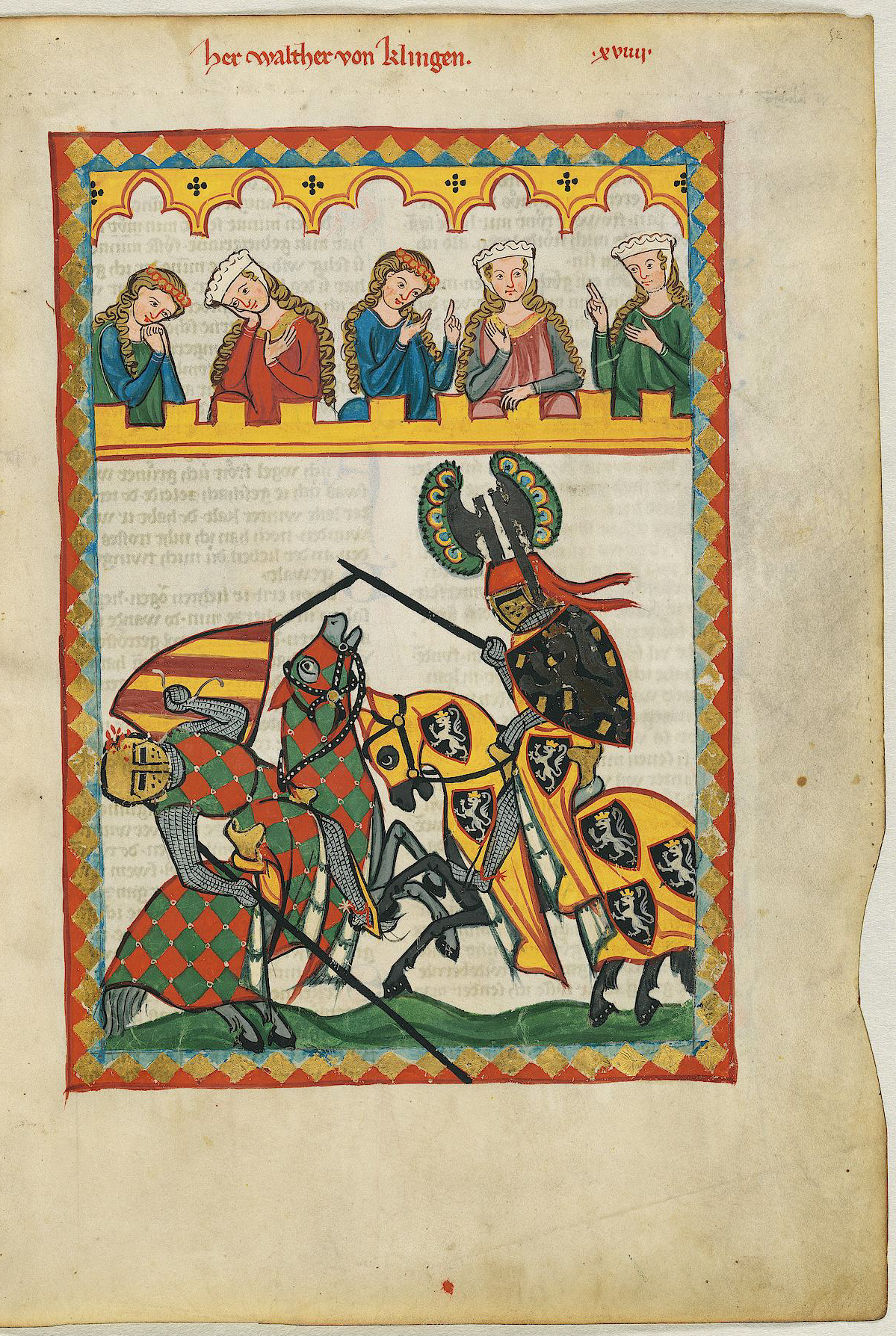
Representació d'una justa de finals del al Còdex Manesse

Una justa o born era un combat entre dos cavallers, muntats a cavall i armats amb sengles llances. Restava sotmesa a unes normes precises. En principi, s'intentava evitar les ferides mortals dels justadors que hi participaven. Ja al segle xv, a les ciutats, es convertiren en un espectacle festiu, esdevingut, per exemple, arran de celebracions religioses. A Barcelona hom organitzava justes al Passeig del Born (Barcelona), indret que ha conservat el seu nom tradicional. A Mallorca passava una cosa semblant al Passeig del Born (Palma).
La paraula s'usava sempre en plural: justes. Molts dels documents catalans antics parlen de “juntes”.
Junyir o júnyer és l'acció de participar en justes. De fer avançar el cavall atacant se'n pot dir brocar, bornar o abornar.

## Història
La història de les justes és difícil de resumir. Si hom amplia el concepte de les lluites a cavall als combats singulars entre dos contendent a peu, el període encara s'allarga més. És impossible no recordar eles combats de David i Goliat, o els d'Aquil·les i Héctor.

### Antecedents dels torneigs medievals
Des dels orígens de la cavalleria militar cal suposar que una forma d'entrenament bàsica es basava en l'enfrontament de dos genets armats amb llança que s'encontraven sense voluntat de ferir, tot i imitant els gestos de la guerra. No hi ha documentació dels exercicis exposats que degueren practicar els perses, els sàrmates i altres pobles antics. D'una època posterior es conserven obres com les de Xenofont (Hipàrquic o cap de la cavalleria) o l'esment del Joc de troians per part de Virgili, en la seva Eneida.

### Segle IX
El cronista franc Nitard, explica els jocs de cavalleria que practicavent sovint Carles el Calb i Lluís el Germànic, enfrontant pacíficament grups de genets dels seus seguidors respectius. Aquelles exhibicions eren molt semblants al Joc de troians tractat per Virgili. Aquestes justes pacífiques entre soldats completament armats de dos territoris diferents (pertanyents a tribus molt diferenciades i amb llengües molt dispars), demostren l'èxit del pacte previ dels dos governants que signaren els juraments d'Estrasburg després de guerres molt cruels. Indirectament, impliquen una disciplina fèrria i unes normes que devien presidir aquells fets d'armes. Sense unes ordres clares i unes penes severes per als infractors, alguns d'aquells combats pacífics haurien pogut trencar la pau.
L'any 820 hi va haver un duel judiciari entre Berà I i Sanila. El combat es va fer a cavall, amb armes lleugeres.
L'any 934 foren organitzats uns jocs eqüestres organitzats a Göttingen per Enric I d'Alemanya commemorant la victòria sobre els magiars a la batalla de Merseburg.
Els combats a cavall amb llances es denominaven genèricament “hastiludi” (“hastiludium” en singular; literalment, joc de llança). I podien designar tan els combats militars com els combats esportius. Posteriorment els documents inclouen denominacions populars com “torneandum” i “bordeandum”. Els torneigs eren combats entre grups de cavallers i grups d'infants. A cavall (amb llança, espasa i maça) o a peu. Incloses en els torneigs hi havia les justes. Poc a poc les justes prengueren importància i predominaren sobre altres combats (en forma de simples justes múltiples o de taules rodones) entre altres jocs d'armes.

### Baixa edat mitjana
Des de l'any 1000 fins al 1400 l'art de junyir estava molt relacionat amb les pràctiques de guerra de les diverses cavalleries europees. No hi havia cap diferència entre els participants (ni els seus cavalls i arnesos) d'una justa i les seves actuacions militars. Els tornejos eren un entrenament, un espectacle i una diversió. Tot i que no estaven dirigides a fer mal a l'adversari aquelles conteses resultaven prou cruents i sagnants. Els accidents eren freqüents i els abusos dels més forts difícils de controlar.
Sota un punt de vista social, les justes permetien una ràpida promoció dels més hàbils i constituïen un sistema de propaganda molt eficaç per a les autoritats organitzadores.
- 1066. En la cita de la mort del cavaller Geoffroy de Preuilly s'hi fa constar que fou “l'inventor dels torneigs”. És clar que això no és veritat. Alguns estudiosos interpreten que fou l'autor de les primeres regles en els torneigs del seu temps.[15]

Poc abans de 1400 els combatents adoptaren l'armadura de planxes de ferro acerat. En època semblant, els camps de lliça incorporaren una barrera central que facilitava les escomeses i impedia el xoc frontal dels cavalls quan abornaven.

## Elements
En tots els combats cavallerescs, incloses les justes, hi ha una sèrie d'elements imprescindibles: els contendents, els cavalls. els escuders, les armes, les armadures, les normes, els jutges, les condicions particulars acordades, els premis i les penyores, l'indret del combat,... Cadascun d'aquests elements pot analitzar-se per separat.

### Contendents
Els contendents eren homes madurs i, molt sovint, alguns adolescents. Molts eren cavallers mentre que altres eren aspirants a cavallers o servents d'algun senyor.

### Cavalls
El cavall ideal en les justes era el destrer, en cada cas similar al cavall de guerra de l'època. Malgrat el perill de les escomeses no estava justificat ferir el cavall de l'adversari de forma voluntària. Els jutges podien obligar a indemnitzar un cavall afollat intencionadament.
L'any 1406, a Navarra, està documentat un corser ”bayart” comprat per 90 francs d'or. En una carta de 1475 (signada a Valladolid) Ferran el Catòlic demanava un destrer especialment ferotge al seu pare Joan el Sense Fe. El cavall s'anomenava La Perla. Era sicilià i cal suposar que era molt apte per a justar.
Els genets cavalcaven “a la brida”, amb els estreps molt llargs, selles pesants i esperons molt grans.

### Armes Justa Medieval
Les armes havien de ser normals, sense "maestria". Les armes principals en un torneig eren la llança, l'espasa i la maça. En alguns combats singulars (especialment en les batalles a ultrança) les condicions solien exigir igualtat en les armes.
Les armes podien ser de guerra o (principalment en el cas de les llances) tractar-se d'armes corteses (esmussades, sense tall ni punta).

#### Llances trencadisses

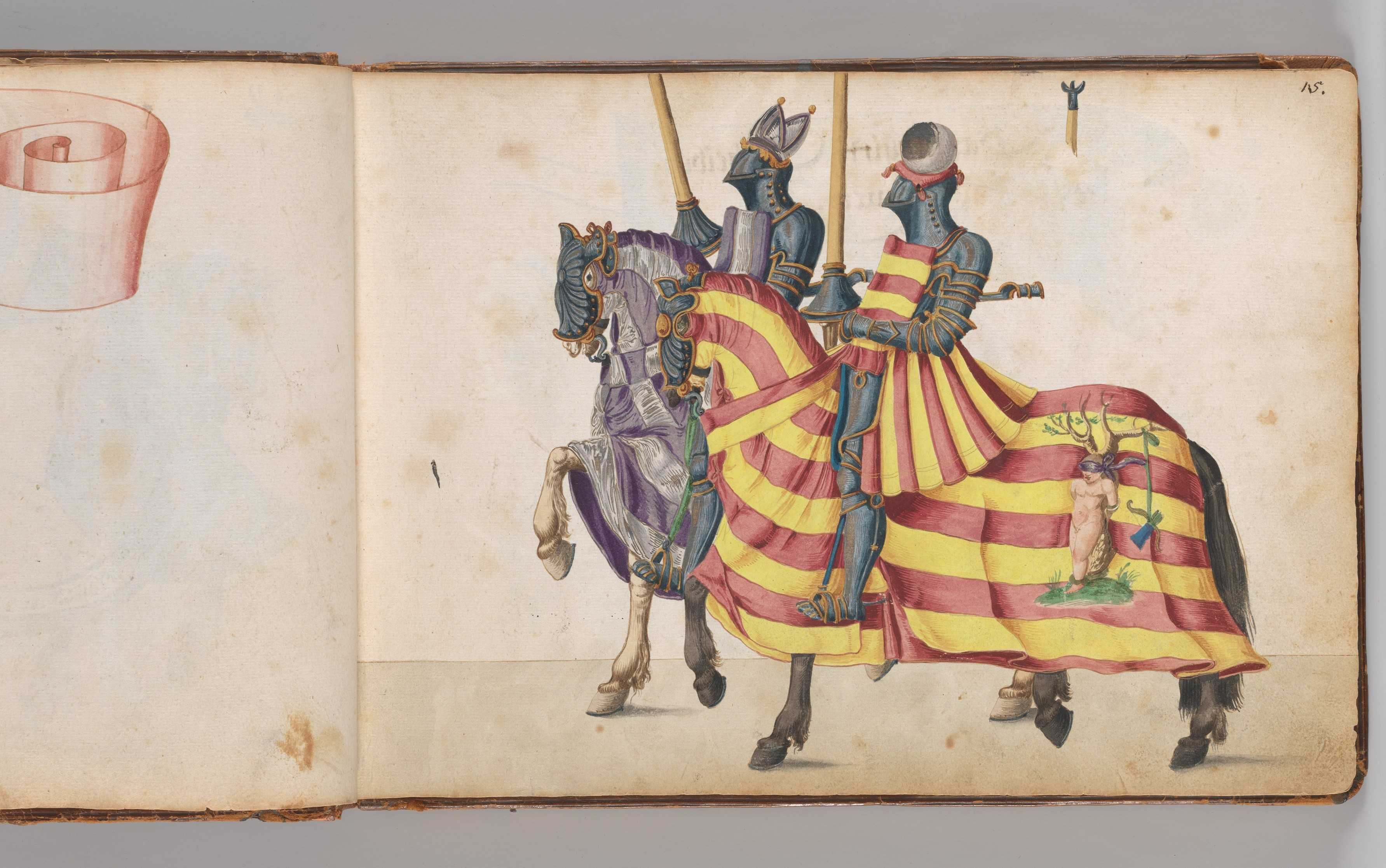
Album de torneigs I parades de Nuremberg.

Les llances i les armadures decidien la forma de combatre. En èpoques primitives (amb llances de guerra rígides i mortals, i genets sense armadura) els contendents apuntaven a l'adversari i procuraven ferir-lo. Cada cavaller es defensava amb l'escut. El resultat, encara que no hi hagués voluntat de fer mal, podia ser desastrós per a un dels adversaris o tots dos. A efectes pràctics hi havia ferides o caiguda del cavall. L'impacte d'una llança rígida contra un escut era molt difícil de resistir.
La introducció d'armadures rígides limitava les ferides que podien causar les llances pero un cavaller podia ser desarçonat i caure del cavall de forma violenta. La solució al problema – en el cas de justes esportives- foren les llances rígides però trencadisses que limitaven els impactes contra el cos dels oponents.
Les llances rígides acostumaven a tenir l'asta de fusta de freixe, mentre que les trencadisses solien ser de pi o alguna fusta lleugera. Una asta de pi permetia fabricar una llança rígida però trencadissa. Una llança de freixe igual de trencadissa seria massa flexible i provocaria vibracions en galopar el cavall.
Amb les noves llances de junyir, en justes amistoses els jutges podien puntuar els millors cops (igual o millor que abans), i el nombre de curses podia incrementar-se. Amb benefici de l'espectacle.
No és clar quan els justadors adoptaren les llances trencadisses. Una referència antiga d'unes justes amb l'expressió de “rompre llances” data de 1236. Les llances no es trencaven sempre. Hi havia curses en les que, tot i haver contacte, l'asta es mantenia sencera. En el Paso Honroso de l'any 1413 (vegeu més avall a Documents) la proporció fou de 166 llances trencades en 727 curses.

#### Física del rompre llances
L'asta d'una llança es trencava per vinclament. Una asta flexible que no es trenqués, en vinclar-se en contacte amb una part de l'adversari (escut o armadura) aplicaria una energia considerable al receptor de l'envestida amb resultats semblants al d'una llança rígida (no trencadissa) pel que fa al descavalcar. (El salt de perxa permet entendre la mecànica de la afirmació anterior. Mentre que la perxa es vincla va emmagatzemant energia que allibera quan s'adreça. També el llançament d'un projectil flexible amb un propulsor il·lustra el fet).

#### Llances de justes de Barcelona
Per a unes justes "d'estaferm", organitzades a Valladolid l'any 1606, s'importaren llances de Barcelona.
| «                                                                      | Más de dos meses duraron los ensayos para la fiesta del estafermo y el aderezar y aparejar lo necesario; habiendo enviado á Barcelona por lanzas, en razón de hacerse allí mejores que en ninguna otra parte. | » |
| — Noticia de un precioso códice de la Biblioteca Columbina. Pàgina 31. | |   |

### Armadures

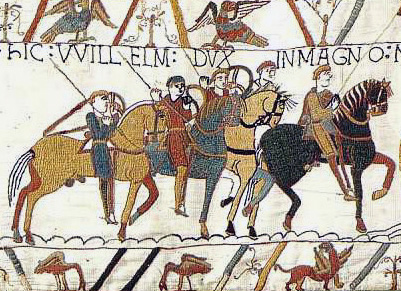
Detall del tapís de Bayeux, representant la invasió de 1066

En l'època medieval antiga (abans del segle XIV) el cavaller anava protegit per una lloriga (una simple cota de malla) i un elm. També portava un escut o pavès. Amb l'aparició de les armadures de plates  (amb planxes de ferro acerades) els justadors anaren més protegits. Es interessant recordar l'aparició del rest (una peça que permetia reposar el braç de la llança).
A partir del Renaixement les armadures de justar es feren més complexes i pesants, diferenciant-se de les armadures de guerra.
El conjunt d'armes i armadures (de cavaller i cavall) es designa amb el nom d'arnès.

#### Protecció del cavall
En els primers temps els cavalls podien anar alforrats o encobertats. Dues peces típiques de l'armadura dels cavalls eren la testera i el pitral. La protecció del coll la formaven les capçanes. El cavall podia anar encobertat (amb una coberta de malla o de tela forta encoixinada).
Els cavalls de justes portaven uns sobresenyals de roba amb els colors inspirats en els blasons del cavaller propietari.

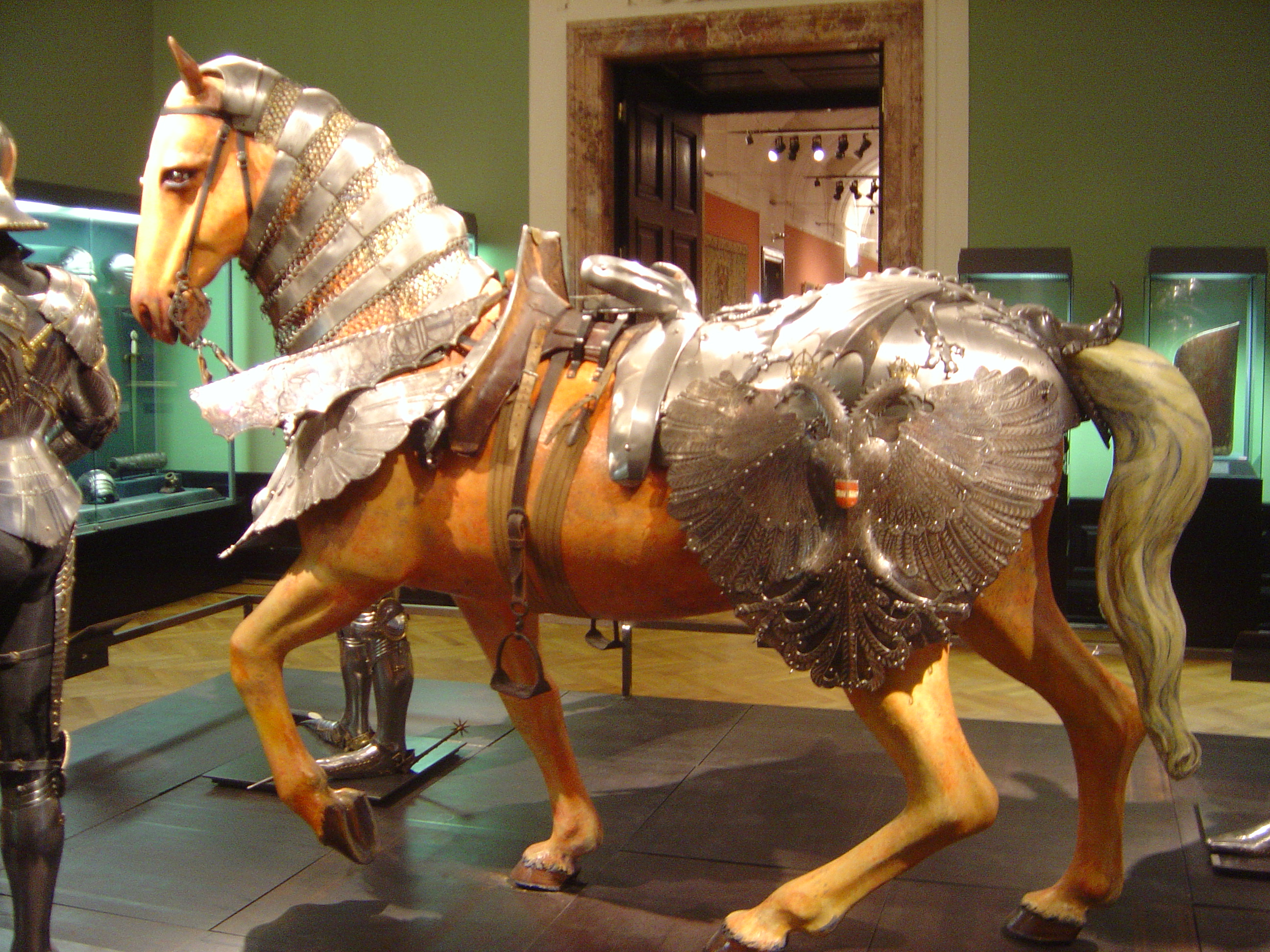
Armadura d'un cavall de justes
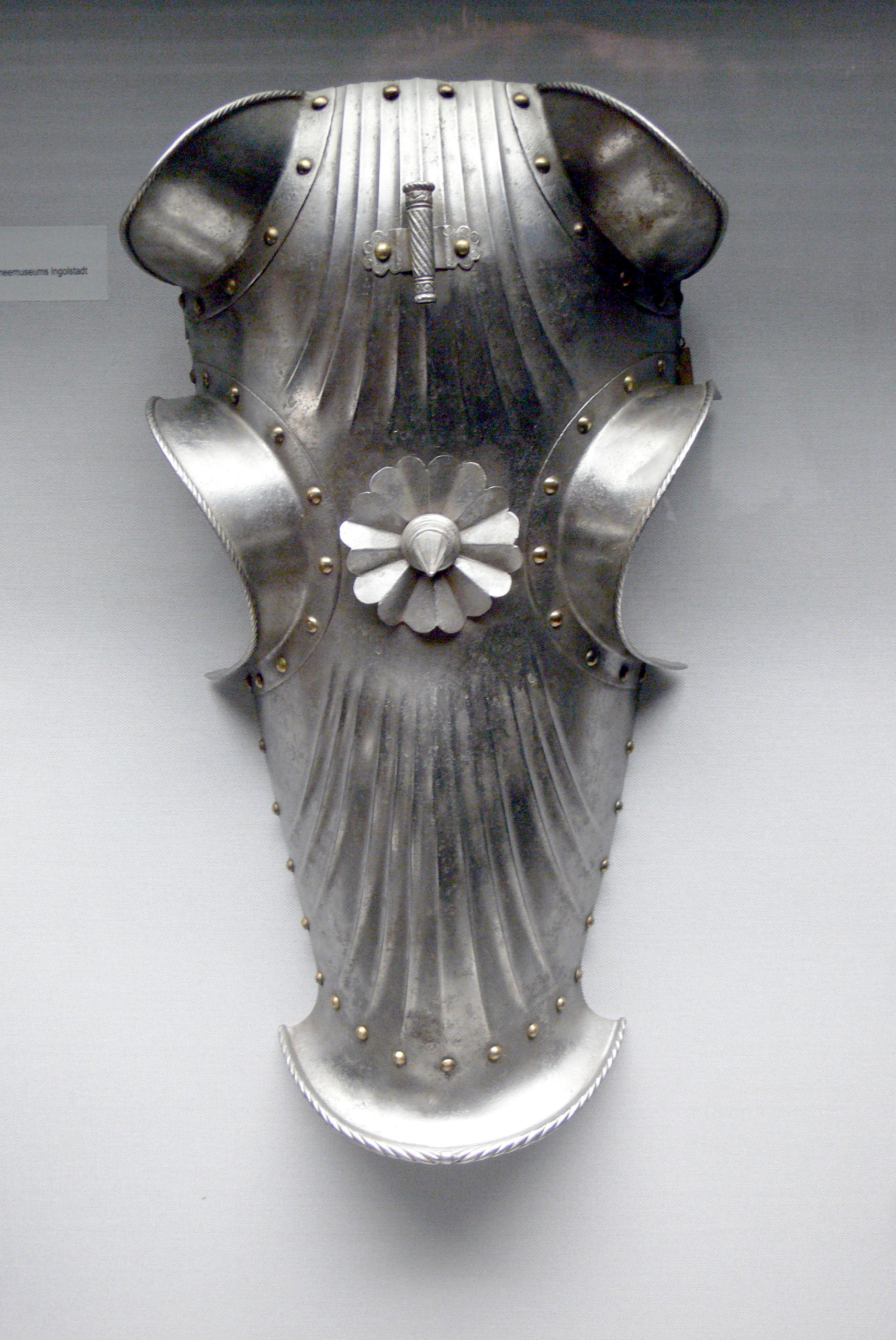
Testera d'un cavall per a protegir el cap
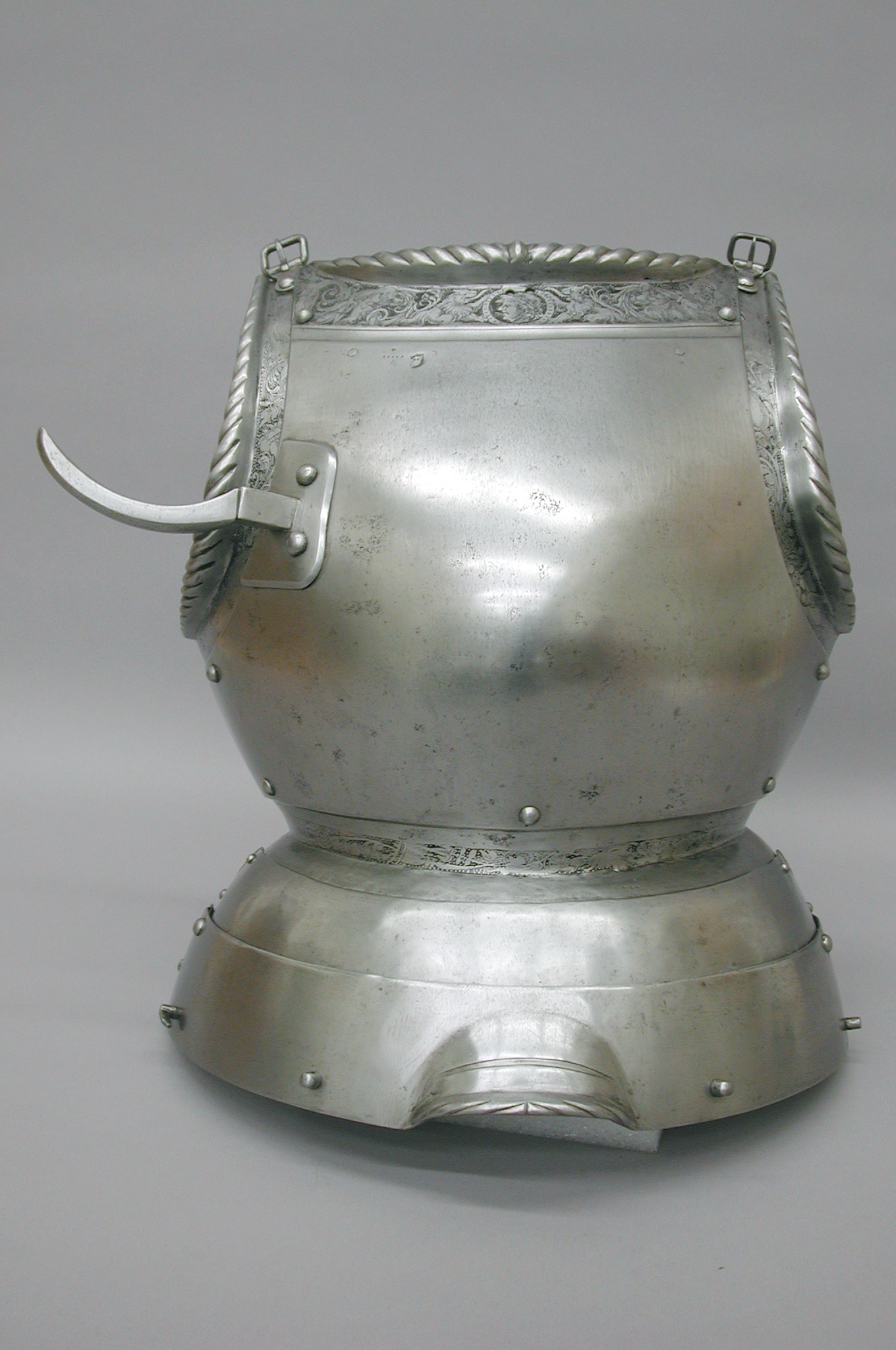
Rest d'una armadura en forma de ganxo

### Indret dels combats

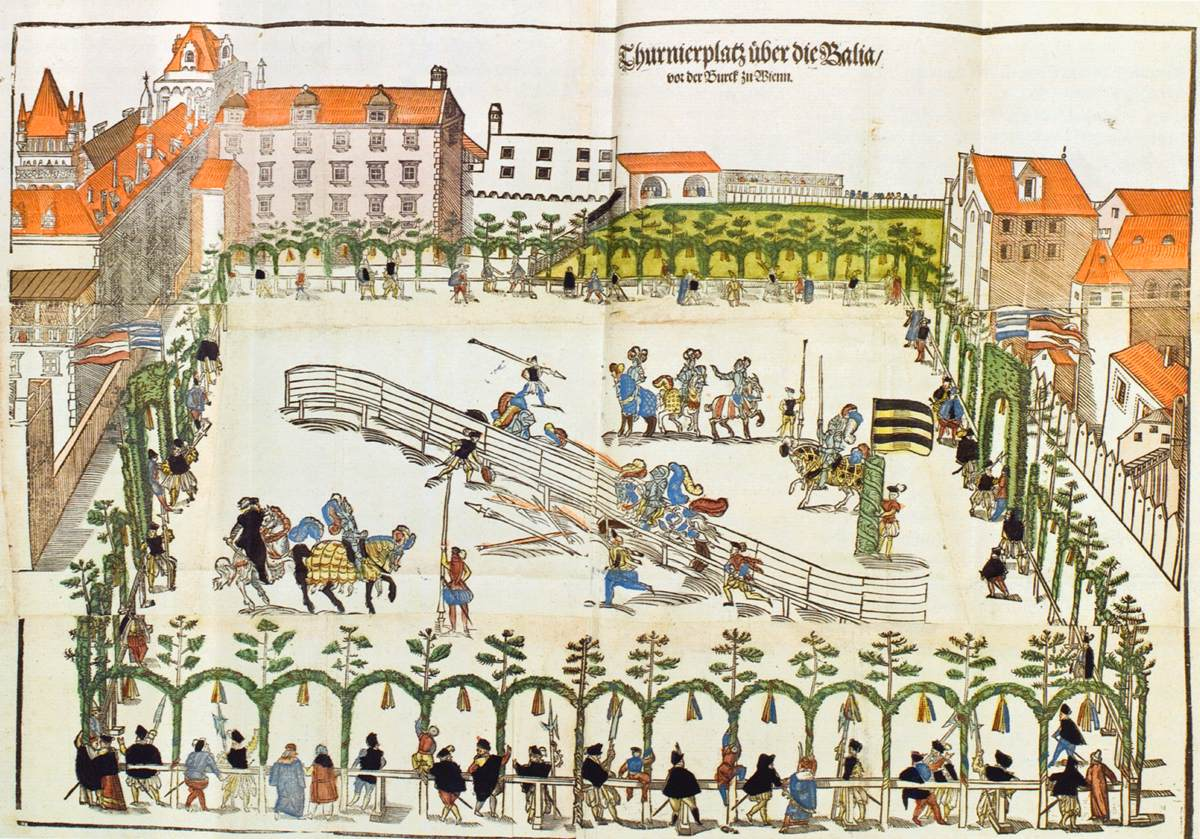
Representació d'una justa de finals del.

La denominació genèrica de l'espai físic on se celebraven les justes és diversa: camp clos, born, reng de junyir, lliça,... En un cas ideal es tractava d'un espai tancat amb dues entrades vigilades per guardes designats. La forma era quadrada (com en el cas dels cavallers de Sant Jordi) o rectangular. La superfície era plana i anivellada, i d'un material adequat.
No faltaven les tribunes per als espectadors més nobles i acostumava a tenir un cadafal per als jutges. En els torneigs més elaborats hi havia castells de fusta als extrems del camp. La importància de les instal·lacions temporals destinades a acollir les justes queda reflectida en algunes representacions gràfiques i documents escrits. (Per exemple, en el dietari escrit per Jaume Safont hi ha un croquis del camp clos on varen lluitar “a tota ultrança” dos cavallers castellans).

## Normes i manuals
- 1251. De batalla (Libellus de batalla facienda). Pere Albert.[30]
- 1274-76. Llibre de l'orde de cavalleria.
- 1371. Ordinacions de l'Orde de Sant Jordi d'Alfama. Pere el Cerimoniós.[31]
- 1450. Traicté de la forme et devis comme on fait un tournoi. Renat I.[32]
  - Transcripció del text a la universitat de Princeton
- Abans de 1488.Tratado de los rieptos y desafíos. De Mossèn Diego de Valera.[33]
- 1497. Doctrinal de los caballeros. Alonso de Cartagena.[34]

- 1532. Lo cavaller. De Ponç de Menaguerra.[35][36]

- 1548. Doctrina del arte de la cavallería . Juan Quijada de Reayo.[37]

- 1572. Dell'arte di scrimia libri tre, ne'quali brevemente si tratta dell'arte dello chermire, della giostra, dell ordinar battaglie. Giovanni dall' Agocchi.[38]
  - L'obra descriu la "lizza" (tela) i la "contralizza" (contratela).
- 1586. Le livre de l'advis de gaige de bataille (par messire Olivier de la Marche).[39]
- 1600. Compendio dell'heroica arte di caualleria. Alessandro Massari.[40]
  - Aquest tractat parla de les justes i de les llances.

- 1648. Le vray théâtre d'honneur et de chevalerie ou le miroir héroïque de la noblesse. Marc de Vulson.[41]

- 1669. Traite des Tournois, Joustes, Carrousels et autres Spectacles. Claude-François Menestrier.[42]

- 1690. La giostra, discorso historico, del dottor d. Vincenzo Auria, palermitano.[43]
- 1878. Traicté de la forme et devis comme on faict les tournois par Olivier de la Marche, Hardouin de la Jaille, Anthoine de La Sale etc ...Bernard Prost[44]

## Aspectes econòmics

### Equipament
El cost d'un cavall i un arnès era prou elevat. En època de l'expedició a itàlia d'Alfons el Magnànim un estudi considera que el preu d'un cavall equivalia a un any del sou d'un cavaller. Un arnès complet costava la meitat.

### Organització general
Organitzar unes justes, a més de complicat, era molt car. Les instal·lacions eren temporals i calia fer moltes accions: aplanar el camp, posar tanques, fer envelats, muntar cadafals, ...També calia contractar, vestir i peixar una munió de càrrecs subalterns. Un exemple de les despeses necessàries per a celebrar unes justes és el de la “giostra” de Florència. Lorenzo el Magnífic va gastar 10.000 florins. Una veritable fortuna. És clar que només l'armadura (no inclosa en el total) li va costar 8.000 florins. L'any 1653 els consellers de Barcelona estimaven que calien 44.000 lliures per a organitzar un estaferm al Born.

## Documents

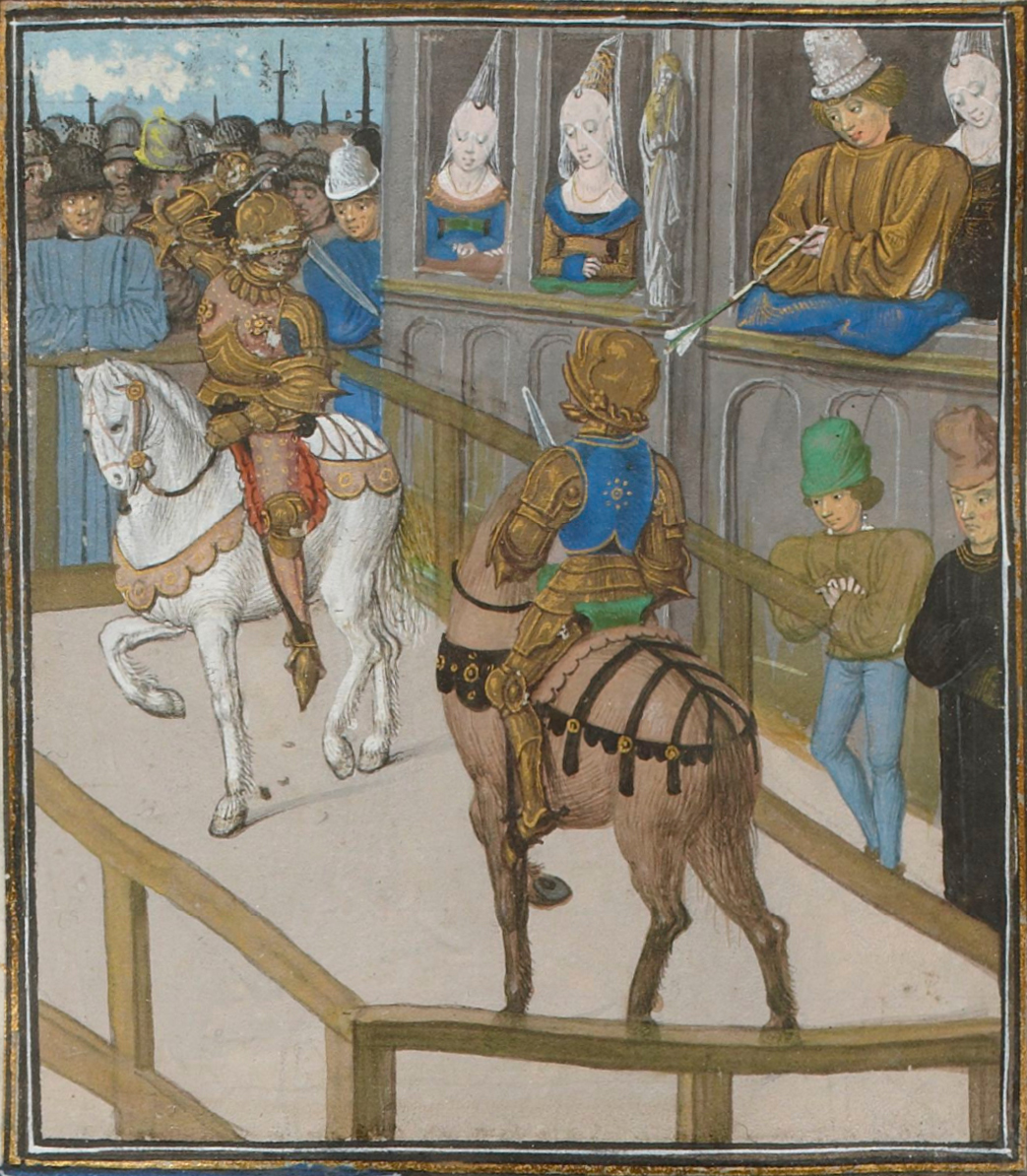
Justa entre Reginald de Roye i John Holland a Betanzos presidida per Joan de Gant l'any 1387. Il·lustració de les Cròniques de Jean Froissart.

La consulta de casos concrets permet millorar el coneixement del tema de l'article. A continuació es presenta una mostra de diversos combats cavallerescs, amb referències ordenades cronològicament.
- 1174. Torneig multitudinari a Bèucaire amb motiu de la trobada entre Ramon V de Tolosa i Alfons el Cast.[47]

- 1179. En el Concili del Laterà III es renovaren les prohibicions contra els torneigs.[48][49]

### Any 1200
- 1241. El noble Gilbert Marshall i el cavaller Robert de Say moren en un torneig organitzat a Hertford malgrat les prohibicions reials i de l'Església.[50]

- 1242. Justes a Verona.[51]

| «                    | “Et eo anno Dominus Henricus de Egna tunc existens potestas Veronae fecit magna curiam militum et dominarum cujuscumque conditionis in palatio Communis Veronae, et in foro seu mercato Veronae milites bagordaverunt (a la plaça o mercat de Verona els soldats bornaren), et tunc Dominae ballaverunt ...” | » |
| — Crònica de Verona. | |   |

- 1243. En un torneig prop de Núrsia hi va haver 367 víctimes mortals.[52]

- 1274. “La petite guerre de Châlons”: unes justes pacífiques que esdevingueren una batalla campal.[53]
- 1274. Festes, justes (anomenades juntes) i torneigs a València.[54]
- 1285. Torneig a Figueres organitzat pel rei Alfons el Franc.[55]
- 1291. Mort del rei Alfons el Franc a Barcelona, anant a cavall a unes justes.[56]
- 1291. Torneig de Calataiud organitzat per Roger de Llúria.[57]

- 1292. Eduard I d'Anglaterra promulga l'edicte Statutum armorum, indicant que les armes dels torneigs han de ser sense punta ni tall.[58]

### Any 1300
- 1309. El rei Eduard II d'Anglaterra va prohibir tots els jocs d'armes exceptuant les justes.[59]

- 1313. Butlla del papa Climent V contra els torneigs.[60]
  - L'any anterior, en el Concili de Viena que volia condemnar el papa Bonifaci VIII, dos cavallers catalans presents declararen de forma brusca que estaven disposats a defensar amb les armes la innocència del papa mort en un judici de Déu. Ningú no va respondre al desafiament i Felip IV de França no va assolir els seus propòsits en aquell sentit.[61][62][63][64][65][66]
  - Comentaris a Anglaterra sobre la prohibició de justes i torneigs de la butlla del papa Climent V.[67]

- 1326. Justes a Constantinoble.[68]
- 1333. Torneig a Valladolid ordenat pel rei Alfons XI de Castella.[69]

- 1338. En un torneig a Rennes, Bertrand du Guesclin va derrotar quinze adversaris.[70]
- 1351. Combat dels Trenta.
- 1380. Justa entre el cavaller anglès Joachim Cator i el cavaller francès Gauvan Micaille. Organitzada acordant una treva entre dos exèrcits en batalla.[71]
- 1390. Justes de Saint-Inglevert organitzades per Jean II Le Maingre.[72]

- 1387. Justa a Betanzos.[73][74]

- 1397. Preu de 500 florins exigit per l'afollament d'un cavall en una justa a Perpinyà.[75]

### Any 1400
- 1413. “Paso honroso” al riu Órbigo, sostingut pel cavaller lleonès Suero de Quiñones.[76]
- 1424. Justes a la plaça del Born amb motiu de l'armament de la segona expedició d'Alfons V a Nàpols.[77]
- 1435. Gastó IV de Foix va organitzar a Barcelona un torneig. Amb el nom de "cavaller del Pi de les pomes d'or".[78]
- 1443. Justes de “l'arbre dit Carlemany” a Borgonya.[79]
- 1455. Justes a Barcelona.[80]

- 1460? Justes prop de Madrid.[81][82][83]
  - La descripció d'aquestes justes és prou detallada. Foren organitzades per Beltrán de la Cueva en honor de Enric IV de Castella i un emissari francès.

- 1461. Torneig a Saint-Omer-en-Chaussée.[84]
  - Justes organitzades amb motiu del desè congrés de Orde del Toisó d'Or. El cronista Enguerrand de Monstrelet indica que el rei d'Aragó, Joan el Sense Fe, va rebre el collar de l'orde.[85]
- 1467. Justes a Barcelona per l'arribada del lloctinent Joan duc de Calàbria
  - El Born es va cobrir amb un envelat.[86]

- 1468. Llorenç el Magnífic va organitzar una “giostra” a Florència. Es tractava d'un torneig de pura ostentació. D'aquell fet hi ha una descripció anònima de la vestimenta i els arnesos dels cavalls.[87] L'escriptor Luigi Pulci va dedicar un poema a l'acte.[88][89]
- 1470. Gastó III de Castellbò va morir per culpa d'una ferida al cap en un torneig a Liborna. La referència adjunta indica l'any 1469.[90]
- 1476. Jorge Manrique en les Coplas por la muerte de su padre esmenta les justes i les innovacions aportades a Castella pels Infants d'Aragó.[91]

- 1478. Desafiament “a ultrança” del cavaller de Barcelona Lluís de Margarit a Joan Pere de Santmenat.[92]
- 1490. Justes a Sevilla.[93]
- 1497. Torneig a Garigliano amb la victòria de Pierre Terrail de Bayard.[94]

### Any 1500
- 1502. Desafiament de Barletta.[95]
- 1503. Segon desafiament de Barletta.[96]
- 1524. Justa accidentada entre Enric VIII d'Anglaterra i el seu cunyat Charles Brandon (espòs de Maria Tudor i de York).[97]

- 1548. “Giostre e bagorde” a Venècia.[98]

- 1559. Torneig a Paris que va ocasionar la mort del rei Enric II de França.[99]
- 1590. Torneig a Dénia en honor de Felip III de Castella.[100]

- 1597.[101]

- 1599. Justes a Saragossa.[102][103]

- 1599. A la novel·la Guzmán de Alfarache hi ha una descripció d'unes justes.[104]

### Any 1600
- 1601. Estaferm al Born entre les grans festes amb motiu de la canonització de Ramon de Penyafort.[105]

- 1602. Justes a Siena.[106]

- 1605. Trencar llances amb intenció d'assassinar l'adversari.[107][108]

- 1614. Festes a Barcelona per a celebrar la canonització de Teresa de Jesús.[109]
  - Entre les festes hi hagueren justes espectaculars prou ben descrites pel cronista pare Josep Dalmau. La ciutat va projectar la seva capacitat d'organització sense estalviar despeses: justes, lluminàries, focs artificials, rodes, coets voladors, coets tronadors, bombes d'artifici, desfilades i una munió d'escrits i poemes commemoratius (inclosos en la crònica).

- 1647. Estaferm organitzat a Mallorca.[110]
- 1671. Justes a Gandia.[111][112]

### Any 1700
- 1701. Festes i justes a Barcelona amb motiu de l'arribada de Maria Lluïsa de Savoia.[113][114]
  - El premi al millor lluitador d'espasa fou atorgat a Josep de Clariana i de Gualbes, germà d'Antoni de Clariana i de Gualbes.

- 1702. Justes i estaferm al passeig del Born de Palma.[115]

- 1833. Torneig a Barcelona en homenatge a Isabel II d'Espanya.[116]
  - La descripció del torneig és prou detallada, indicant el camp i les instal·lacions. També el pelatge dels cavalls i els vestits dels participants.[117]
- 1840. Justes a Anglaterra.[118]

|  |  |  |

## Altres justes

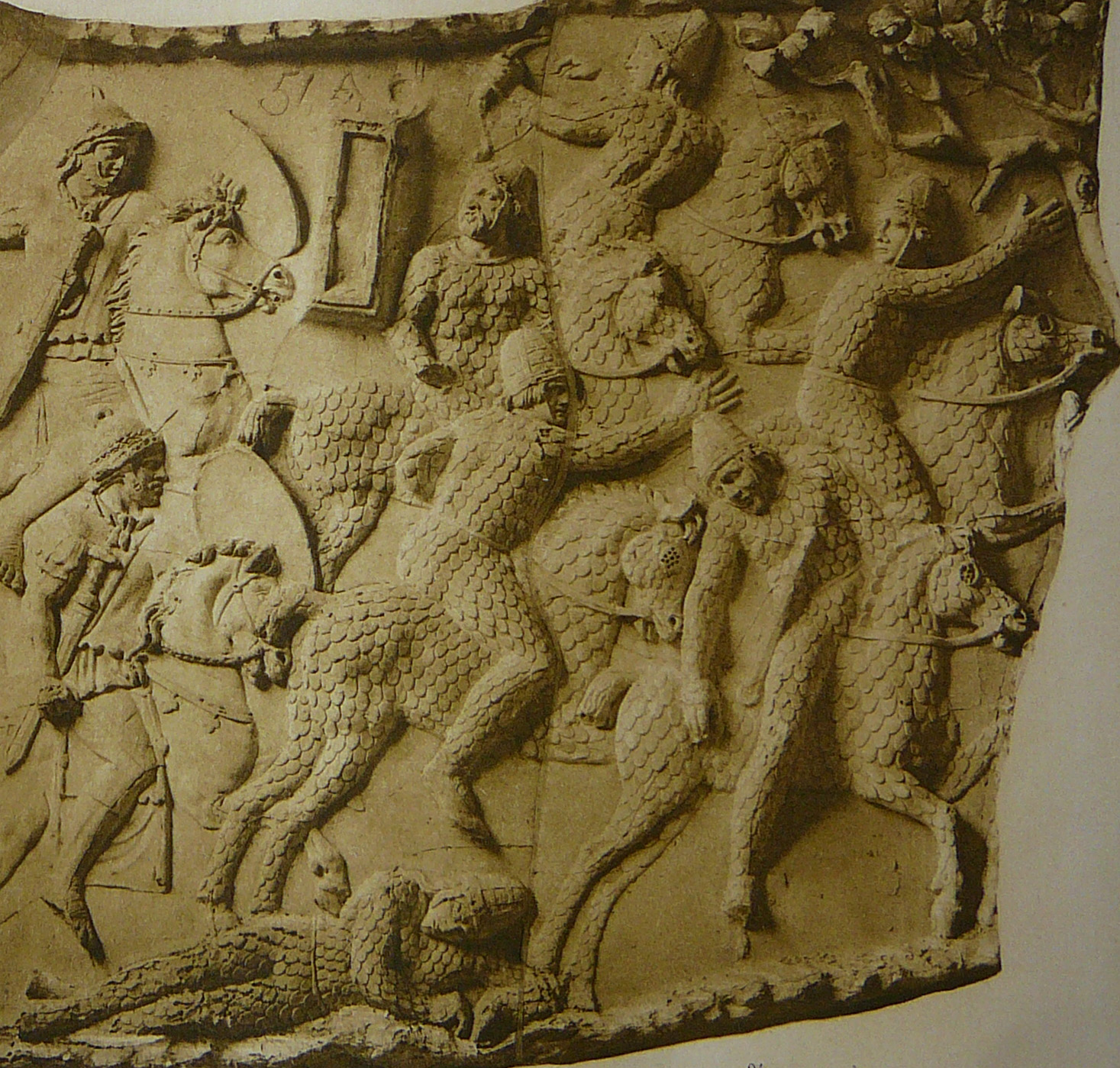
Cavallers sàrmates cuirassats en la Columna de Trajà representant les Guerres dàcies

### Justes sàrmates
Les tropes sàrmates lluitaven a cavall i, entre altres exercicis d'entrenament, degueren practicar les justes. L'any 176 dC l'emperador romà Marc Aureli va enviar 5.500 sàrmates (es tractava de cataphracti, cavalleria pesant cuirassada) a reforçar el mur d'Adrià a Anglaterra. El cap d'aquelles tropes era Lucius Artorius Castus. Hi ha autors que proposen una relació del fet amb la llegenda del rei Artús. El 2004 s'estrenà el film King Arthur que s'inspira en aquesta teoria.

### Justes sassànides
Durant l'imperi Sassànida, i més especialment sota el poder dels reis Còsroes I i Còsroes II (entre els anys 579 i 628), la cavalleria persa va florir de forma excepcional. Algunes obres afirmen que les justes eren habituals.
Hi ha un baix relleu identificat amb la lluita del rei Ormazd II a cavall i amb llança que és molt significatiu.

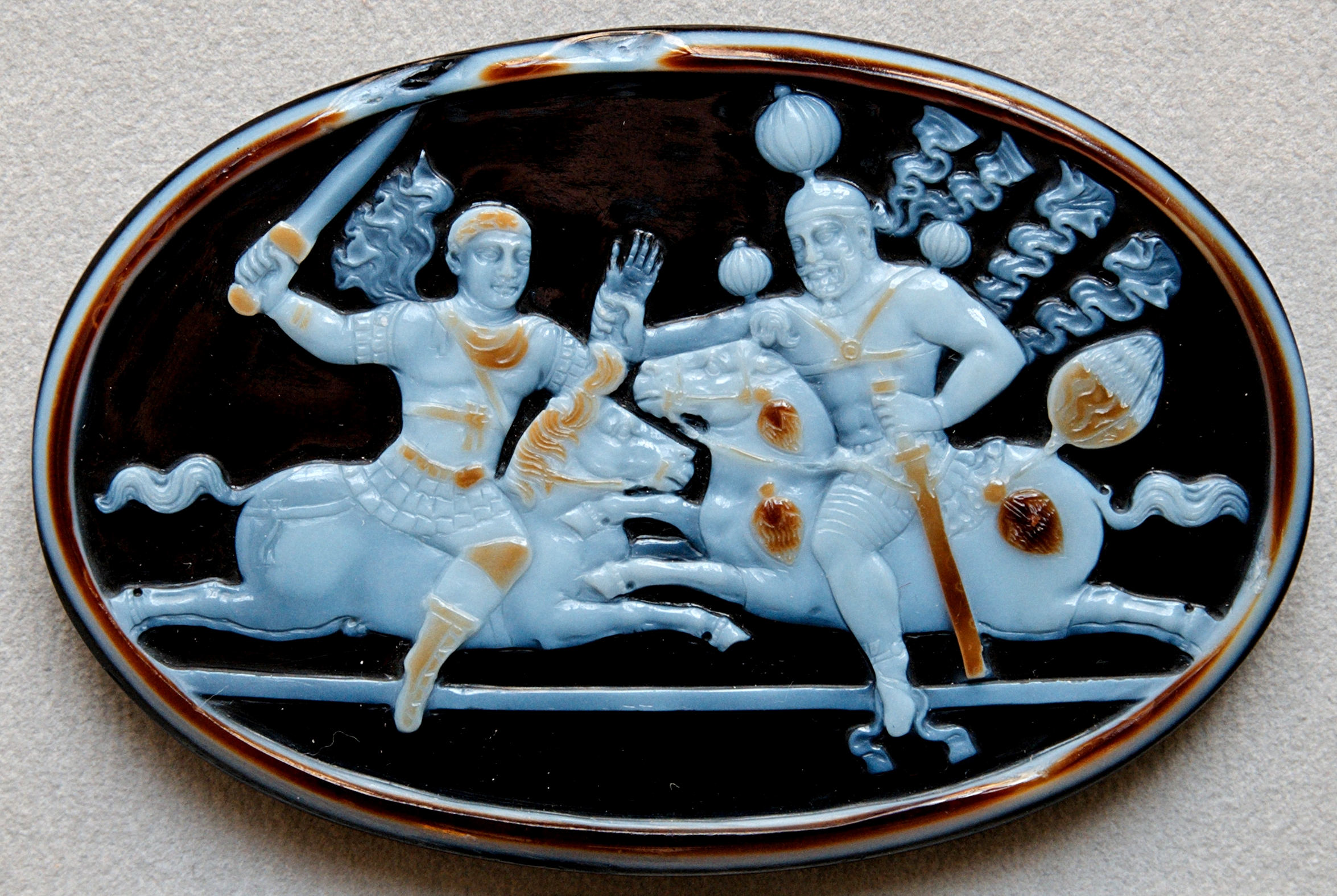
Un camafeu que mostra un combat eqüestre entre Sapor I i Valerià I.
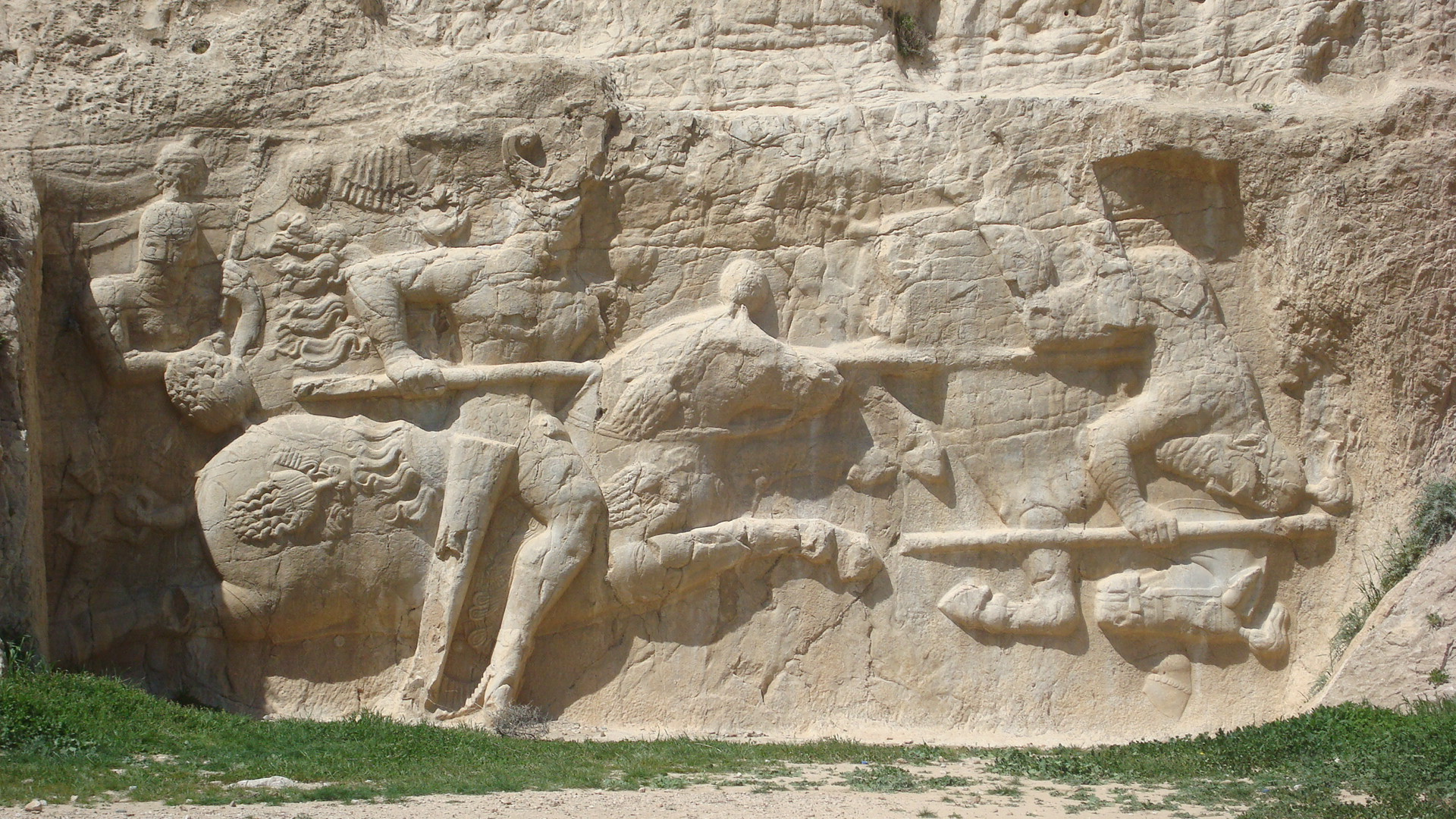
Ormazd II llanceja un rei rival.

### Justes islàmiques
- Furûsiyya.

A la referència adjunta podeu veure dos genets àrabs justant en un dibuix del segle xi.
- Nâçerî. En aquesta obra extensa i ha un capítol destinats a les justes i els combats amb llança a cavall.[125]
- Ibn Hudhayl.[126]
- 1172.[127]

## Literatura
La literatura associada a les justes i altres fets d'armes és molt nombrosa i variada. Les justes reals i la literatura de ficció s'influenciaren mútuament fins al punt de superposar-se. Moltes de les normes i fets reals (i altres aspectes imaginaris) de les justes es descriuen en els llibres de cavalleries i similars. A continuació una mostra resumida de les obres esmentades ordenades cronològicament.
- Matèria de Bretanya
- Cançó de Rotllan
- 1135-1190. Chrétien de Troyes
- 1483. Orland enamorat
- 1516. Orland furiós
- novel·les de cavalleries
- 1532. Libro chiamato Aspramonte.[128]